# Adak (Alaska)
Adak (appelé avant Adak Station) est une ville de la région de recensement des Aléoutiennes occidentales en Alaska aux États-Unis,. En 2010, il y avait 326 habitants, dont une majorité d'Asio-Américains.

## Situation
Elle est située sur la baie Kuluk dans l'île Adak, à 2 092 km au sud-ouest d'Anchorage et à 563 km à l'ouest d'Unalaska dans les Îles Andreanof, dans les Îles Aléoutiennes. C'est la ville la plus au sud d'Alaska, elle est à la même latitude que l'Île de Vancouver au Canada.

## Climat
Adak bénéficie d'un climat maritime avec de fréquentes tempêtes de vent l'hiver, et des brouillards épais l'été provenant de la mer de Béring. La moyenne des températures va de −7 °C à 16 °C.

## Histoire
L'endroit avait été occupé initialement par les Aléoutes, mais a été abandonné aux alentours de 1800 alors que les chasseurs ont préféré suivre les trappeurs russes vers l'est, et que les habitants de ces îles souffraient de famine.
L'armée américaine y installa une base navale durant la Seconde Guerre mondiale, pendant leur conflit avec le Japon. Après la guerre, cette base a été convertie en base navale durant la guerre froide pour la surveillance des sous-marins. Au plus fort de son occupation, Adak comptait 6 000 personnes appartenant à l'armée avec leur famille. Il existait alors de nombreuses installations sportives, un théâtre, des magasins ainsi qu'un hôpital. La station a fermé en 1997 et toutes ces installations ont cessé de fonctionner en 2009 sous l'égide de l'armée et ont été transférées à l'Aleut Corporation.
Plusieurs tremblements de terre s'y sont produits, en 1957, 1964 et 1977.
Actuellement, il subsiste l'aéroport d'Adak (en), un port, des hébergements, des magasins d'alimentation, ainsi qu'une importante activité de pêche.

## Démographie
Lors du recensement de 2010, le village comptait une population de 326 habitants. Elle est estimée, en 2016, à 329 habitants.
| 1970  | 1980  | 1990  | 2000 | 2010 | - |
| ----- | ----- | ----- | ---- | ---- | - |
| 2 249 | 3 315 | 4 633 | 316  | 326  | - |

| Groupe               | Adak | Alaska | États-Unis |
| -------------------- | ---- | ------ | ---------- |
| Asiatiques           | 52,5 | 5,4    | 4,8        |
| Blancs               | 19,6 | 66,7   | 72,4       |
| Métis                | 10,7 | 7,3    | 2,9        |
| Autres               | 6,1  | 1,6    | 6,2        |
| Autochtones d'Alaska | 5,5  | 14,8   | 0,9        |
| Afro-Américains      | 4,0  | 3,3    | 12,6       |
| Océaniens            | 1,5  | 1,1    | 0,2        |
| Total                | 100  | 100    | 100        |
|                      |      |        |            |
| Latino-Américains    | 8,9  | 5,5    | 16,7       |

En 2010, Adak est la localité d'Alaska au pourcentage le plus élevé d'Asio-Américains.
Selon l'American Community Survey, pour la période 2011-2015, 65,91 % de la population âgée de plus de 5 ans déclare parler l'anglais à la maison, 21,86 % le tagalog, 11,40 % l'espagnol, 10,53 % une langue polynésienne et 1,75 % une langue amérindienne.

## Personnalités
- David Vann, écrivain américain.